# Apaturina onina
Apaturina onina är en fjärilsart som beskrevs av Felix Bryk 1939. Apaturina onina ingår i släktet Apaturina och familjen praktfjärilar. Inga underarter finns listade i Catalogue of Life.